# Rolfstorp
Rolfstorp er en landsby i Rolfstorp sogn, Varbergs kommun, Sverige. TV-værten Emma Knyckare er fra Rolfstorp.